# 席特冰川
71°35′S 3°40′W / 71.583°S 3.667°W
席特冰川（挪威語：Schyttbreen）是南極洲的冰川，位於東部南極洲的毛德皇后地，長約100公里，最終注入傑爾巴特冰架，該冰川由挪威的製圖師繪入地圖。